# Stephanostegia holophaea
Stephanostegia holophaea är en oleanderväxtart som beskrevs av Marcel Pichon. Stephanostegia holophaea ingår i släktet Stephanostegia och familjen oleanderväxter. Utöver nominatformen finns också underarten S. h. parvifolia.